# Cytomégalovirus, journal d'hospitalisation
Cytomégalovirus, journal d’hospitalisation est une œuvre d’Hervé Guibert publiée à titre posthume en 1992 aux Éditions du Seuil. Du 17 septembre au 8 octobre 1991, l’auteur, atteint du sida, est hospitalisé. Il risque de perdre la vue à la suite d'une infection au cytomégalovirus. Il rédige ce journal quelques mois avant de mourir, le 27 décembre 1991.

## Commentaires
Il s’agit d’un texte court, chargé à la fois d’émotion et de cruauté. L’univers hospitalier y est décrit sans complaisance. Au travers des exigences formulées auprès du personnel soignant, se devine la volonté de l’auteur de mourir dignement. Ses amis l’entourent et le préparent à la mort : dernières volontés, enterrement, séparation des êtres aimés. Hervé Guibert évoque aussi son travail d’écriture et photographique.

## Citations
« Ce matin, j’ai essayé de chercher dans le ciel voilé des aquarelles de Turner ou de Constable. Il y en avait parfois. »

« L’après-midi se traîne. Vivement la nuit, l’oubli. »

« Ecrire dans le noir ? Ecrire jusqu’au bout ? En finir pour ne pas arriver à la peur de la mort ? »